# Friedrich Huth (Politiker)
Friedrich Huth (* 19. November 1892 in Michelbach, Bezirksamt Alzenau; † 20. April 1980 in Alzenau-Michelbach) war ein deutscher Politiker (BVP, später CSU).
Huth gehörte von 1930 bis 1933 für die Bayerische Volkspartei (BVP) dem Deutschen Reichstag an. 1944 wurde er im Zuge der Aktion Gewitter verhaftet und gehörte nach Kriegsende zunächst der vom 15. Juli bis 30. November 1946 tagenden „verfassungsgebenden Landesversammlung“ an, die den Entwurf für die bayerische Verfassung ausarbeitete. 1946 wurde er im Stimmkreis Alzenau für die CSU in den Bayerischen Landtag gewählt, dem er bis 1950 angehörte. Gleichzeitig war er der erste ehrenamtliche Landrat im Landkreis Alzenau sowie Bürgermeister von Michelbach.

## Ehrungen
- 1952: Verdienstkreuz am Bande der Bundesrepublik Deutschland